# Steel Dawn
Steel Dawn (br:Crepúsculo de Aço) é um filme pós-apocalíptico de ficção científica/ação norte-americano lançado em 06 de novembro 1987, com direção de Lance Hool e roteiro de Doug Lefler. 
Tem no elenco Patrick Swayze, Lisa Niemi, Brion James e Arnold Vosloo. 

## Sinopse
Nomad (Patrick Swayze), um espadachim, vagueia pelo deserto em um mundo pós- Terceira Guerra Mundial. Ele procura pelo assassino de seu mentor, o assassino Sho (Christopher Neame). No passado, Nomad tinha uma posição privilegiada como soldado da guarda de elite. A família de Nomad foi morta e isso continua a torturá-lo. Nomad encontra um grupo de colonos na cidade de Meridian. Damnil (Anthony Zerbe), um proprietário de terras local, e sua gangue estão atacando a cidade para obter o monopólio do abastecimento de água local. Nomad fica em uma fazenda local de propriedade da viúva Kasha (Lisa Niemi). Ela tem um filho, Jux, que rapidamente se torna querido por Nomad. Kasha revela a Nomad que ela tem uma fonte de água pura sob sua terra e planeja irrigar todo o vale.
Nomad se junta ao capataz de Kasha, Tark (Brion James), para se opor a Damnil e suas táticas de intimidação. Enquanto isso, o relacionamento de Nomad e Kasha se torna romântico. Sho e alguns dos homens de Damnil aparecem na cidade, levando Sho e Nomad a uma brutal luta de cajado. Tark fica no caminho e é esfaqueado no abdômen por Sho e morre. Jux é sequestrado pelos homens de Damnil. Nomad planeja resgatar Jux, mas é trancado em um cofre com sua espada por Kasha. Ela vai para a fazenda de Damnil sozinha, oferecendo-se para revelar sua fonte de água se eles libertarem Jux. Um impasse se segue, permitindo que Jux escape. Enquanto os homens de Damnil o perseguem, Nomad chega bem a tempo de salvar a vida de Jux. Nomad e Jux retornam à fazenda de Damnil para resgatar Kasha. Nomad tem uma batalha final com Sho. Nomad é vitorioso e mata Damnil também. O vale começa o projeto de irrigação de Kasha. Nomad se despede de Kasha e Jux.

## Curiosidade
O título provisório do filme, que mistura gêneros de ficção científica e faroeste, era Desert Warrior.

## Elenco
- Patrick Swayze .... Normad
- Lisa Niemi .... Kasha
- Anthony Zerb .... Damnil
- Brion James .... Tark
- Christopher Neame .... Sho
- John Fujioka .... Cord
- Brett Hool .... Jux
- Marcel Van Heerden .... Lann
- Arnold Vosloo .... Makker